# غوردون إينز
غوردون إينز (بالإنجليزية: Gordon Innes)‏ هو لاعب اتحاد الرغبي نيوزيلندي، ولد في 8 أكتوبر 1910 في دنيدن في نيوزيلندا، وتوفي في 6 نوفمبر 1992 في كرايستشرش في نيوزيلندا.